# Carl zu Wied-Neuwied
Carl (Karl) Emil Friedrich Heinrich Prinz zu Wied-Neuwied (* 20. April 1785; † 4. Oktober 1864 in Neuwied) war ein Prinz aus dem Fürstenhaus Wied-Neuwied sowie ein Maler und Zeichner der Düsseldorfer Schule.

## Leben

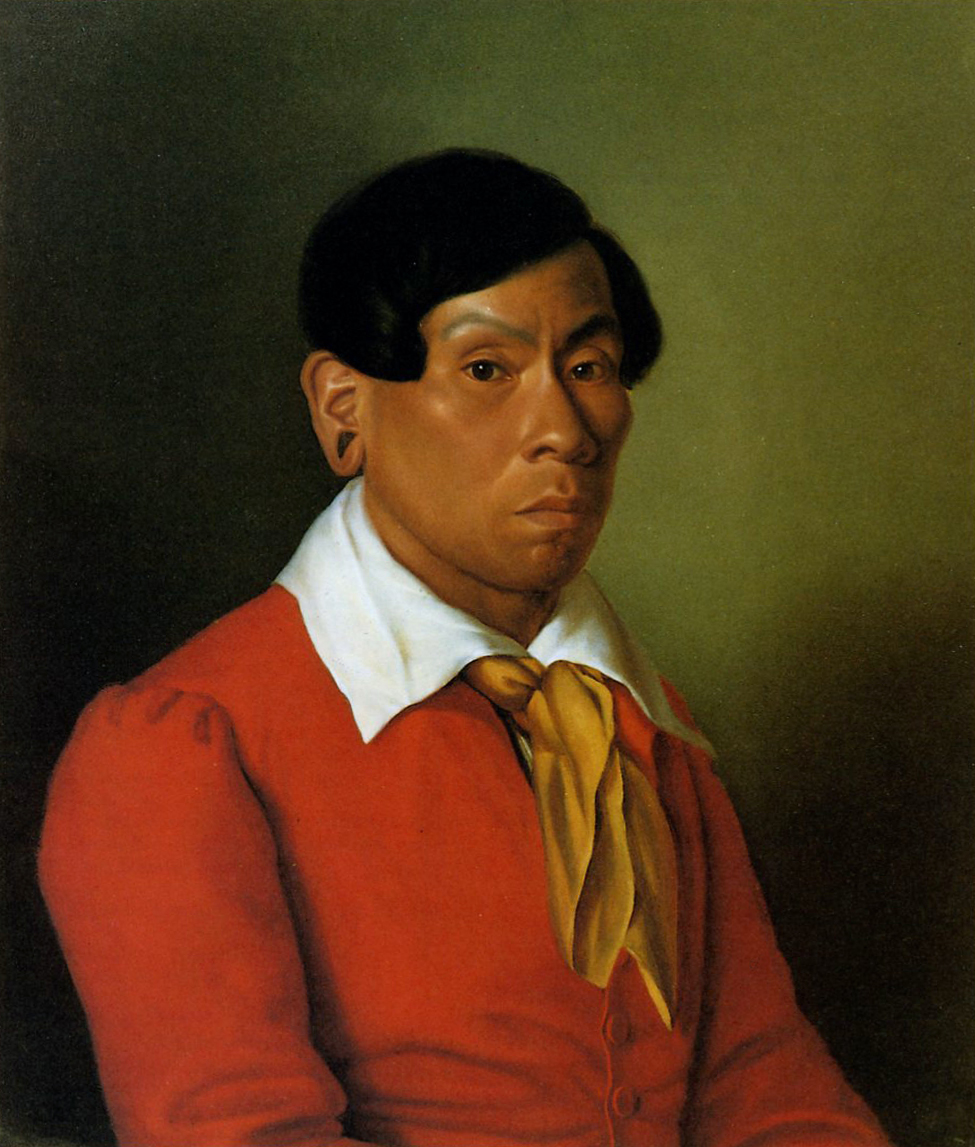
Bildnis des Joachim Quäck, um 1830

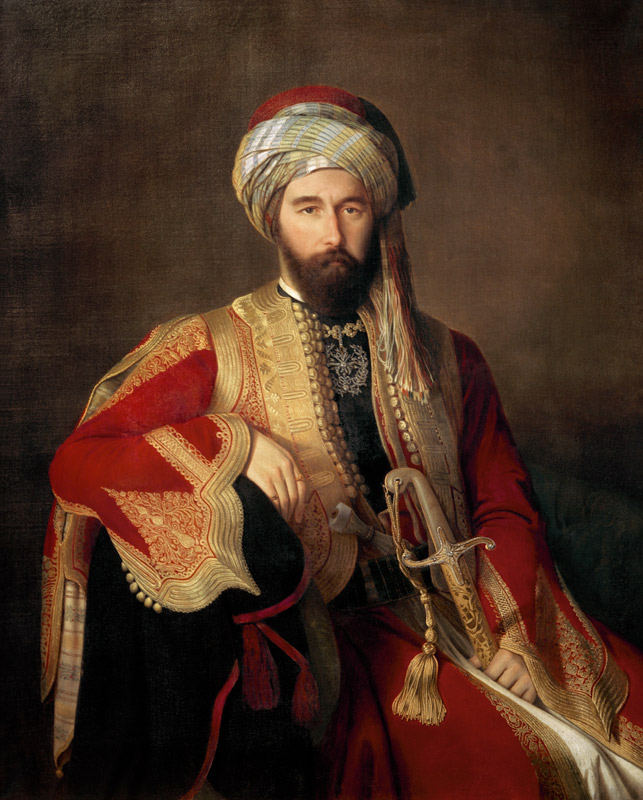
Bildnis des August Giacomo Jochmus in osmanischer Uniform, 1849

Carl war der jüngste Sohn des Fürsten Friedrich Karl zu Wied-Neuwied und der Gräfin Luise zu Sayn-Wittgenstein-Berleburg (* 13. Mai 1747; † 15. November 1823), einer Tochter des Grafen Ludwig Ferdinand zu Sayn-Wittgenstein-Berleburg.
Ab 1803 erhielt Carl eine militärische Ausbildung zum preußischen Offizier. Dort wurde er Führer des 2. Aufgebots des 29. Landwehrregiments. Dessen Chef war sein Bruder Johann August Karl zu Wied. Aus gesundheitlichen Gründen schied er als königlich preußischer Major a. D. aus dem preußischen Militärdienst aus.
Er widmete sich dann der Musik und Malerei. In Berlin und Wien ließ er sich zum Waldhornisten schulen. Als Malerdilettant schuf er zunächst Landschaftsbilder. Als Privatschüler des Porträtisten Karl Ferdinand Sohn in Düsseldorf vervollkommnete er sich in der Bildnismalerei, später auch in Malstunden bei dem Maler August Siegert. Im Winter 1833/1834 weilte er einige Wochen zur Ausbildung im Umfeld der Düsseldorfer Akademie. Neben Sohn war der Historien- und Landschaftsmaler Carl Friedrich Lessing mehrmals Gast auf Schloss Neuwied; als Zeichenlehrer wirkten dort bis 1841 August Chauvin, ab 1842 Lorenz Clasen. Zusammen mit seiner Schwester, der Prinzessin Luise Philippine Charlotte (* 11. März 1773; † 18. April 1864), illustrierte Carl Veröffentlichungen seines Bruders, des Amerikaforschers Maximilian zu Wied-Neuwied. Auch zeichnete und aquarellierte er mit Vorliebe Uniformen der Neuwieder Garnison.
Als Bevollmächtigter seines Neffen, des Fürsten Hermann zu Wied, nahm er 1841 als Abgeordneter an den Verhandlungen des 6. Rheinischen Provinziallandtags teil. Zusammen mit Hermann von Wied besuchte er während der Revolution 1848/1849 die Verhandlungen der Frankfurter Nationalversammlung. In dieser Zeit porträtierte er den Reichsaußenminister August Giacomo Jochmus in dessen osmanischer Uniform.
Carl lebte bis zu seinem Tod im Alter von 79 Jahren auf Schloss Neuwied. Er war Ehrenritter des Malterser- und Johanniterordens (jeweils ab 1820). Seit 1826 trug er das Großkreuz des Ordens vom Zähringer Löwen. Eine Art Werkverzeichnis seiner Malerei, die als Nachlass des Prinzen in die Sammlung der Fürsten zu Wied kam, schuf der Düsseldorfer Fotograf Matthias Radermacher in Gestalt eines Albums mit Aufnahmen von 54 Gemälden.